# Mawjoudin
Mawjoudin (arabe : موجودين ; littéralement « Nous existons ») ou Initiative Mawjoudin pour l'égalité, est une organisation non gouvernementale qui promeut l'égalité des droits des minorités sexuelles, notamment les LGBTQI+, en Tunisie.

## Histoire
L'organisation est fondée en 2014 par des militantes et militants féministes et LGBTQI+ qui luttent contre l'hétérosexisme, l'homophobie, la biphobie, la transphobie et le sexisme ou toute autre forme de discrimination basée sur l'orientation sexuelle, l'identité et l'expression de genre et les caractères sexuels. L'association offre des espaces sécurisés de soutien et de suivi psychologique aux victimes de ces discriminations. Elle propose des lieux d'écoute entre les membres de la communauté et donne des informations sur les droits des personnes LGBTQI+,.

## Mission

### Sensibilisation et monitorage
L'association Mawjoudin propose régulièrement des rapports sur les droits des personnes LGBTQI+ afin de promouvoir les droits humains et particulièrement les droits sexuels et corporels. Ses membres proposent des interventions dans les espaces universitaires.
L'association dispose d'un réseau de professionnels de la santé (psychothérapeutes, psychologues et médecins), du droit (juristes et avocats) et fait un travail important de plaidoyer afin d'interpeller sur les cas d'arrestations arbitraires liées uniquement à l'identité de genre ou à l'orientation sexuelle, voire d'autres cas de torture perpétrés par la police.
Cette association propose également des ateliers qui permettent d'étoffer le réseau des personnes sensibles à cette question et de mettre en place des actes solidaires de la communauté.
L'un des membres réalise par ailleurs deux bandes dessinées élaborées à partir de témoignages de personnes LGBTQI+.
En 2018, l'association signale les propos homophobes d'Amine Gara, animateur de Mosaïque FM et ambassadeur de marque de l'entreprise pétrolière et gazière française Total, au cours de son émission Chellet Amine. En réponse à ce message de haine, Total annule le contrat du présentateur.
Rania Arfaoui est membre de son comité de direction.

### Festival du film queer
Chaque année depuis 2018, l'association organise le Festival du film queer, premier festival de son genre dans le pays et en Afrique du Nord, organisé au centre-ville de Tunis.

## Partenaires
L'association compte parmi ses partenaires internationaux des institutions œuvrant en dehors de la thématique des communautés LGBTI+ tunisiennes. Elle fait partie de la coalition tunisienne pour les droits des personnes LGBTQI+ avec d'autres associations comme Chouf (organisatrice du festival féministe Chouftouhonna) et Damj.